# 圣剑传说 玛娜传奇
《聖劍傳說 瑪那傳奇》是圣剑传说系列的第四部作品，于1999年7月15日在日本发布在PlayStation平台。尽管《瑪那傳奇》是系列的第四部作品，但官方第四作则是其续作《圣剑传说4》。
复刻版于2021年6月24日发布，登陆Microsoft Windows、任天堂Switch和PlayStation 4。
2021年6月27日，宣佈將獲改編為電視動畫，並公開一張預告視覺圖；動畫製作公司為Graphinica和橫濱動畫研究所。
2024年9月26日，微软与史克威尔艾尼克斯在Xbox 2024东京电玩展特别节目中宣布本作与《聖劍傳說3 瑪娜試煉》等游戏一同于当天登陆Xbox Series X/S平台，并同步加入Xbox Game Pass游戏库。

## 系統
遊戲劇情相當豐富，分成好幾個部分，共有68個和一個最終的劇情。每個劇情都有著各自的觸發事件，完成之後會獲得獎勵。
遊戲有著和以往《聖劍傳說》系列不一樣的戰鬥風格，武器會決定角色的提升素質，每一種武器都會有自己的必殺技，攻擊並非單純的按同一個按鍵，輸入一些指令會有不同的攻擊，例如輸入↓→再按攻擊會有把敵人往上打的攻擊，熟悉之後可以把組合成一套連擊。
魔法有不同的屬性，精靈代表某些屬性，其中有著相剋的關係，和不同攻擊範圍的軌跡。遊戲除了主角之外，NPC可以當同伴，還有寵物可以幫忙戰鬥，同伴可以由2P（Player）操作。
聖劍傳說 瑪那傳奇有著自己的遊戲風格，相當經典。

## 评价
| 汇总媒体     | 得分 |
| ------------ | ---- |
| GameRankings | 73%  |

| 媒体                    | 得分     |
| ----------------------- | -------- |
| 电子游戏月刊            | 6 / 10   |
| GameFan                 | 84 / 100 |
| GamePro                 | 4 / 5    |
| Game Revolution         | C+       |
| GameSpot                | 7 / 10   |
| IGN                     | 8.3 / 10 |
| 美国PlayStation官方杂志 | 2.5 / 5  |
| Fami通                  | 31 / 40  |
| RPGamer                 | 4 / 5    |

| 媒体 | 奖项                       |
| ---- | -------------------------- |
|      | 日本游戏奖之画面奖（1999） |
|      | PlayStation金奖（2000）    |

### 销售
《聖劍傳說 瑪那傳奇》在日本发售首周卖出了40万套，并在1999年末累计售出70.6万套，为该年第12畅销的游戏。而《瑪那傳奇》超过50万的销售量也获得了2000年PlayStation奖的金奖。而IGN称，游戏是北美PlayStation首周发售最畅销的游戏。游戏收录在PSone Book最畅销游戏系列中，并于2002年2月21日在日本发售，游戏还被史克威尔艾尼克斯在2006年收藏于Ultimate Hits中，并收录于PSone Classics系列于2011年3月22日在PSN商店重新发布。

### 评论
总的来说，游戏收到的评价褒贬不一。《聖劍傳說 瑪那傳奇》在GameRankings的23个评价中平均得分为73%。
游戏色彩鲜亮丰富的手绘图像受到了差不多受到了一致好评。RPGamer称游戏的视觉效果“也许是最令人印象深刻的，甚至是史上最优美的二维画面”。RPGFan将图像喻为“就像童话故事、娇艳卡通一般”的迪斯尼动画。《聖劍傳說 瑪那傳奇》在发布之年获得了日本电脑协会的第四届日本游戏奖之“画面奖”。《瑪那傳奇》的音乐也得到了许多媒体的高度评价。IGN评道游戏音乐有着合适的混合强度、悬念和微妙的差别，它“不会输给任何你听过的任何音乐”。Honest Gamers称游戏多样化的配乐将驱动玩家前行，并让其想走遍全部游戏世界的各个角落。在2000年11月《Fami通》周刊的百佳PlayStation游戏榜中，《聖劍傳說 瑪那傳奇》排名第48位。
游戏的批评声源自其过多的无关任务取代了主线剧情。GamePro认为“游戏的核心剧情被多如牛毛的次要情节掩盖”。Game Revolution对游戏缺乏深度产生了意见，而GameSpot也指出“游戏的迷你任务可能会令那些追求经典动作RPG的玩家失望。游戏中称作新奇机械师的造地系统也引起了Gaming Age等评论者的非议。

## 電視動畫
電視動畫《聖劍傳說 Legend of Mana -The Teardrop Crystal-》將於2022年10月7日起播放。

### 製作人員
- 原作：史克威爾艾尼克斯《聖劍傳說 Legend of Mana》
- 導演、系列構成：神保昌登
- 角色原案：HACCAN
- 角色設計：池上太郎
- 音樂：下村陽子
- 監製：日本華納兄弟
- 動畫製作：Graphinica、橫濱動畫研究所[24]

### 配音員
- 夏羅：島崎信長
- 瑟拉菲娜：早見沙織
- 琉璃：梅原裕一郎
- 珍珠公主：名塚佳織
- 珊卓：壽美菜子
- 亞雷克斯：天崎滉平
- 愛梅洛德：佐倉綾音
- 愛斯梅拉達：幸村惠理
- 斯瑪拉庫多：久住琳
- 伊絲姆露德：三川華月
- 螢石公主：上田麗奈
- 蒂雅娜：沼倉愛美
- 魯本斯：矢野獎吾
- 薩弗：土屋神葉
- 瑪莉娜：陶山惠實里
- 寶石王：大塚芳忠
- 巴德：三瓶由布子
- 可洛娜：下地紫野
- 爵爾：國立幸
- 仙人掌小弟：久保百合花
- 博伊德警部：辻親八
- 草人：森永千才
- 尼基塔：高木涉
- 瑞秋：高橋未奈美
- 馬克：保村真
- 努瓦勒：家中宏
- 小由佳：久野美咲[24][25][26][27]
- 托瑪：熊谷健太郎
- 竹籃魚：岩田光央
- 露芳修：高野麻里佳
- 奴奴薩克：中田讓治
- 卡辛嘉：小林沙苗
- 火精靈薩拉曼達：檜山修之
- 貝兒：赤崎千夏
- 波吉爾：平川大輔
- 瑪娜女神：恒松步

### 主題曲
片頭曲《Tear of Will》
作詞、主唱：早見沙織，作曲、編曲：凱文·彭金
片尾曲《Song of Mana -The Teardrop Crystal-》
主唱：早見沙織，作詞&作曲：下村陽子，編曲：中村博

### 每集列表
| 集數   | 日文標題 | 中文標題       | 編劇     | 分鏡     | 演出     | 作畫監督 | 首播日期 （2022年） |
| ------ | -------- | -------------- | -------- | -------- | -------- | --- | ------------------- |
| 第1話  |          | 青金石（前篇） | 神保昌登 | 神保昌登 | 神保昌登 | 式部美代子、阪野日香莉 橋本友里、今橋明日菜 津島桂、春山育子 | 10月8日             |
| 第2話  |          | 青金石（後篇） | 神保昌登 | 頂真司   | 川部真也 | 式部美代子、阪野日香莉、橋本友里 今橋明日菜、津島桂 | 10月15日            |
| 第3話  |          | 紅寶石         | 神保昌登 | 安部元宏 | 安部元宏 | Kim Yoon jung、Park Yoon ok Joung Eun joung、Kwon Oh sik Lim Keun soo、Park Hoon Won Chang hee、Lee Joo hyeun | 10月22日            |
| 第4話  |          | 藍寶石         | 神保昌登 | 安部元宏 | 安部元宏 | 式部美代子、阪野日香莉、橋本友里 今橋明日菜、津島桂、春山育子 | 10月29日            |
| 第5話  |          | 白珍珠         | 神保昌登 | 頂真司   | 川部真也 | PARK SANG-HO、KIM JEONG-RIM WOO GEUM-HO、LEE JOO-HAK | 11月5日             |
| 第6話  |          | 祖母綠         | 神保昌登 | 平田貴大 | 平田貴大 | 應地隆之介、小澤和則 濱平蒼生、林由香 | 11月12日            |
| 第7話  |          | 鑽石           | 神保昌登 | 安部元宏 | 安部元宏 | Kim Yoon jung、Park Yoon ok Joung Eun joung、Lim Keun soo Ju Hyeong jong | 11月19日            |
| 第8話  |          | 黑珍珠         | 神保昌登 | 新留俊哉 | 新留俊哉 | 式部美代子、阪野日香莉、橋本友里 今橋明日菜、津島桂、春山育子 飯島弘也、芝田千紗、應地隆之介 | 11月26日            |
| 第9話  |          | 紫翠玉         | 神保昌登 | 頂真司   | 川部真也 | KIM JEONG-RIM、LEE JOO-HAK YEO JEONG-MIN、HWANG YOU-SEON 徐晨寅、曾晨晨、梁鴻鑫怡、Fusion Studio | 12月3日             |
| 第10話 |          | 螢石           | 神保昌登 | 安部元宏 | 安部元宏 | Lee Joo hyeun、Joung Eun joung Jang Hee kyu、Kwon Oh sik Lim Keun soo、Park Yoon ok Chae Gwang han、Ju Hyeong jong                                                                                                  | 12月10日            |
| 第11話 |          | 淚石（前篇）   | 神保昌登 | 平田貴大 | 平田貴大 | 式部美代子、阪野日香莉、橋本友里 今橋明日菜、津島桂、春山育子、王國年 芝田千紗、應地隆之介、濱平蒼生、林由香 Dakog_Oten、Madeline、Cocomantot、Jomz YuePants、Mowamowa、MK Seoul アルボアニメーション               | 12月17日            |
| 第12話 |          | 淚石（後篇）   | 神保昌登 | 神保昌登 | 神保昌登 | 式部美代子、阪野日香莉、橋本友里 今橋明日菜、津島桂、春山育子 王國年、芝田千紗、應地隆之介 ねこまたや、谷口繫則、小林雅美 Dakog_Oten、Jomz、Madeline YuePants、Mowamowa、Shiinamon Cocomantot、Alexelle Lee、林由香 | 12月24日            |

## 備註
1. ↑  於2023年2月13日上映的12話導演剪輯版，並補充原12話因新種病毒影響而刪掉的一部分分鏡與情節。

## 外部連結
- 聖劍傳說 瑪娜傳奇動畫版官方網站（日語）
- 聖劍傳說 瑪娜傳奇HD高畫質版官方網站（日語）